# Henri Dupuy de Lôme

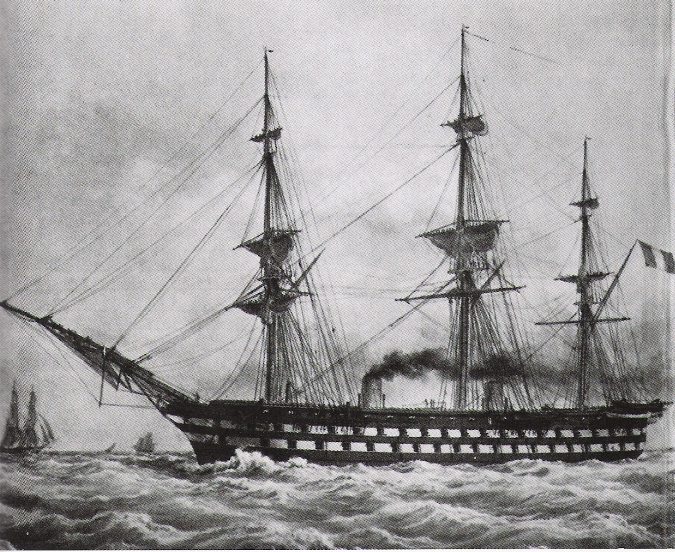
De Napoleon uit 1850, het eerste houten schroefstoom-linieschip

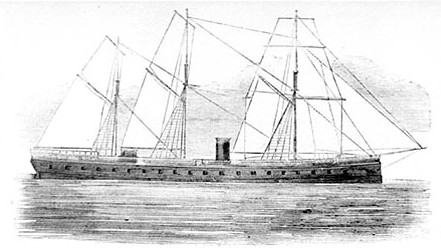
La Gloire het eerste zeewaardige marineschip met ijzeren bekleding

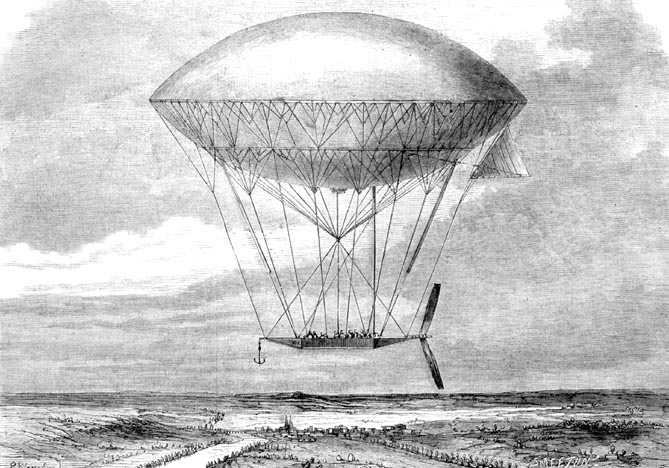
Bestuurbare ballon van de Lôme

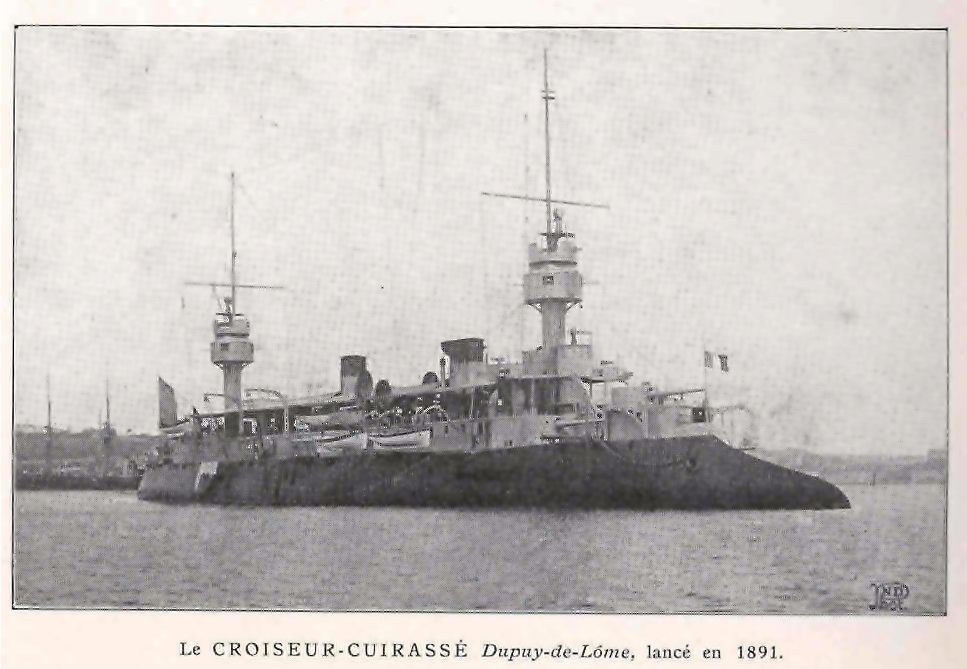
Kruiser Dupuy de Lôme (1887)

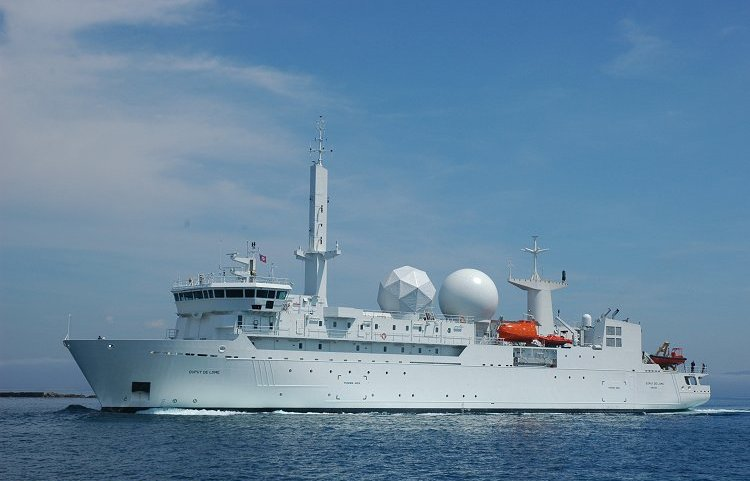
Dupuy de Lôme sigint marineschip

Stanislas Charles Henri Dupuy de Lôme (15 oktober 1816 - 1 februari 1885) was een ontwerper van Franse marineschepen. Hij was de zoon van een marineofficier en werd geboren in Ploemeur, nabij Lorient in het westen van Frankrijk. Hij werd opgeleid aan de École Polytechnique en École Nationale Supérieure de Techniques Avancées (ENSTA). Hij was vooral actief in de periode van 1840 tot 1870.

## Schepen
Na zijn opleiding vertrok hij in 1842 naar Engeland. Hij bestudeerde daar het ontwerp en de bouw van ijzeren schepen en met name van de Great Britain. Dit was het eerste schip met een volledige metalen romp en een schroef voor de aandrijving. Bij de tewaterlating in 1843 was ze het grootste schip ter wereld. In 1844 schreef hij een rapport voor de Franse regering met het advies ook ijzeren schepen te bouwen. Hij ontwierp een ijzeren fregat, maar dit plan werd niet uitgevoerd.
De daaropvolgende jaren was hij actief betrokken bij het ontwerp en bouw van de Napoleon. Dit schip kwam in 1850 in de vaart en had nog een houten romp maar wel een stoommachine en een schroef voor de voortstuwing naast het zeil. De Napoleon was 78 meter lang, 17 m breed en had een waterverplaatsing van circa 5000 ton. Ze wist een snelheid van 14 knopen te bereiken en was actief betrokken bij de Krimoorlog in de Zwarte Zee. In 1856 werd la Gloire tewatergelaten. Dit schip had een met ijzeren platen bekleedde houten romp en was een belangrijke schakel in de laatste stap naar volledig ijzeren marineschepen.  

## Bestuurbare ballon
In 1869 richtte hij zijn aandacht aan het perfectioneren van een praktische bevaarbare ballon, en de Franse regering gaf hem financiële steun bij het uitvoeren van de experimenten. De ballon was niet klaar tot een paar dagen voor de Franse capitulatie en de eerste vlucht was op 2 februari 1872.
Door de inzet van Dupuy de Lôme voerde de Franse marine in de tweede helft van de 19e eeuw een aantal technologische vernieuwingen door. Dit hielp om de positie van Frankrijk als tweede marinenatie, na Groot-Brittannië, ter wereld te consolideren. Hij stierf in Parijs op 1 februari 1885.

## Naar hem vernoemd
Meerdere Franse oorlogsschepen zijn naar hem genoemd: 
- De pantserkruiser Dupuy de Lôme, tewatergelaten in Brest in 1887.
- De onderzeeboot Dupuy de Lôme (1915).
- Dupuy de Lôme, ontworpen om sigint te verzamelen, werd in 2004 in de vaart genomen.

## Naslagwerk
- (fr)  Dupuy de Lôme: ingénieur et homme politique. Auteur: Jean-Yves Le Lan, Les cahiers du Pays de Ploemeur, nr. 21, december 2011, p. 18-25
- (fr)  Sénat Ancien sénateur Inamovible DUPUY DE LÔME Henry

- Bibliothèque nationale de France: cb15354812k (data)
- Gemeinsame Normdatei: 117663697
- International Standard Name Identifier: 0000 0001 1492 451X
- Library of Congress Control Number: n86837976
- Base Léonore: LH//863/87
- Réseau des bibliothèques de Suisse occidentale: 02-A021630174
- Système universitaire de documentation: 143852876
- Virtual International Authority File: 61852072
- WorldCat: E39PBJt3YvyDPDdkGvpVtRkVYP